# Knipolegus signatus
La viudita andina septentrional (en Ecuador) o viudita-negra de Jelski (en Perú) (Knipolegus signatus) es una especie de ave paseriforme de la familia Tyrannidae perteneciente al género Knipolegus. Es nativa de regiones andinas del oeste de América del Sur.

## Distribución y hábitat
Se distribuye por la pendiente oriental de la cordillera de los Andes del extremo sur de Ecuador (cordillera del Cóndor) y del norte y centro de Perú (desde Amazonas hasta Junín).
Esta especie es considerada de rara (más hacia el norte) a poco común en sus hábitats naturales: el sotobosque de selvas montanas, en altitudes entre 1900 y 3050 m, pero por lo menos localmente ocurre marginalmente más bajo, por ejemplo alrededor de Abra Patricia (en el norte de Perú).

## Sistemática

### Descripción original
La especie K. signatus fue descrita por primera vez por el ornitólogo polaco Władysław Taczanowski en 1875 bajo el nombre científico Ochthodiaeta signatus; su localidad tipo es: «Anquimarca, Perú».

### Etimología
El nombre genérico masculino «Knipolegus» se compone de las palabras del griego «knips, knipos» que significa ‘insecto’, y «legō» que significa ‘agarrar’, ‘capturar’; y el nombre de la especie «signatus», en latín significa ‘distinto’, ‘diferente’.

### Taxonomía
Hasta recientemente la presente especie y Knipolegus cabanisi fueron tratadas como conespecíficas, pero los estudios filogenéticos y morfológicos dan soporte al tratamiento como especies separadas, lo que fue validado por la aprobación de la Propuesta N° 573 al Comité de Clasificación de Sudamérica (SACC). En la presente, el pico del macho es negruzco y no azul-gris (con punta negra); el plumaje plomizo del macho es ligeramente más oscuro; en cabanisi, las cobertoras superiores de la hembra son de color rufo más brillante y las bandas alares com más beige. Es monotípica.